# Luka Parkadze
Luka Parkadze (en géorgien : ლუკა პარკაძე), né le 6 avril 2005 à Tbilissi en Géorgie, est un footballeur géorgien. Il évolue au poste de milieu offensif au VSG Altglienicke.

## Biographie

### En club
Né à Tbilissi en Géorgie, Luka Parkadze est formé par l'un des clubs de la capitale du pays, le Dinamo Tbilissi. Il joue son premier match en professionnel le 20 août 2022, lors d'une rencontre de championnat face au FC Dila Gori. Il entre en jeu à la place de Tornike Kirkitadze et son équipe s'impose par trois buts à zéro,. 
Le 18 août 2022, Luka Parkadze signe un précontrat avec le Bayern Munich, valable à partir de l'été 2023, où il sera intégré dans un premier temps à l'équipe réserve du club. 
Il est sacré champion de Géorgie en 2022,.
Arrivé au Bayern Munich à l'été 2023, Luka Parkadze est directement prêté le 10 août 2023 au club autrichien de l'Admira Wacker.

### En sélection
Luka Parkadze représente l'équipe de Géorgie des moins de 18 ans, jouant son premier match avec cette sélection le 26 avril 2022 contre la Suisse. Titulaire ce jour-là, il se fait remarquer en inscrivant son premier but, permettant à son équipe d'ouvrir le score, et la Géorgie s'impose par deux buts à un.

## Palmarès
Dinamo Tbilissi
- Champion de Géorgie (1) :
  - Champion : 2022.